# Bud Broadway
Bud Broadway is een Nederlandse avonturenstrip en tekststrip van schrijver en tekenaar Eric Heuvel. Toen Eric Heuvel in 1995 moest stoppen met de samen met Martin Lodewijk gemaakte strip January Jones, wilde hij een nieuwe avonturenstrip maken. Van 1995 tot en met 2000 zijn de negen verschenen verhalen van Bud Broadway gepubliceerd in het Algemeen Dagblad.

## Verhaal
De Bud Broadway-reeks begint met een optreden van de toen nog stand-upcomedian Bud Broadway en de beroemde en beruchte Hollywoodse club De brown Derby. Hier raakt hij slaags met een bekende filmgangster genaamd Bugsy Siegel. Die moet meer incasseren dat hij uitdeelt en hij voelt zich zwaar beledigd door Bud. Door de connecties van Siegel zijn Bud en zijn manager Harvey hun leven niet meer zeker. Ze willen vluchten richting Manilla want Harvey heeft daar een optreden geregeld voor Bud. De twee Amerikanen kunnen uiteindelijk mee met een Nederlands vrachtschip. Vanaf dat moment raken Bud en Harvey van de ene in de andere levensgevaarlijke situatie verzeild. Ze maken onder andere een scheepsmuiterij mee, de verovering van Nederlands-Indië door de Japanners, de verhitte strijd van de Britten tegen de Duitsers in Noord-Afrika en dat is nog maar een kleine greep uit hun avonturen.

## Albums
Anno 2017 heeft Uitgeverij Bouwmaar 9 verschenen verhalen in albums gepubliceerd. Van ieder verhaal kwam steeds een softcover en een luxe hardcover uit.

### 1. De weg naar Java
Verschenen in juni 2002. Broadway-komiek Bud Broadway en zijn manager Harvey moeten haastig de Verenigde Staten ontvluchten nadat Bud Bugsy Siegel heeft vernederd. Ze maken daarna een scheepskaping mee en ze beleven verhitte avonturen op het Djieng Plateau in Nederlands-Indië. Ook ontmoeten ze professor Quadflieg en zijn dochter Sue.

### 2. Het Geheim van Raffles
Verschenen in december 2002. Nederland wordt bezet door de Duitsers, Op Nederlands-Indië worden alle Duitsers gevangengenomen en door ongelukkig toeval ook Professor Quadflieg. Bud, Sue en Harvey proberen hem te bevrijden. Ondertussen gaan ze op zoek naar de schat van Raffles. Achternagezeten door de Franse adel proberen ze de kroonjuwelen te bemachtigen. Maar of dat lukt?

### 3. Banzai op Borneo
Verschenen in mei 2004. Bud en zijn vrienden zoeken haastig naar een manier om de juwelen van Raffles te verkopen. Bud wordt ontvoerd door de Chinese Triade wanneer hij bij een Chinese juwelier in een buitenwijk van Batavia de waarde van de juwelen probeert te schatten. Hij wordt bevrijd door een Aziatisch meisje en hij neemt haar onder zijn hoede. Even later vertrekken Sue en Harvey naar de Verenigde Staten om in contact te komen met een Joodse diamantair. Bud ontmoet een oude vriend Lewis en vertrekt samen met hem naar Borneo.

### 4. Het einde van Indië
Verschenen in oktober 2005. In dit album wordt de bezetting van Nederlands-Indië door de Japanners gevolgd. Bud en Harvey proberen hopeloos te vluchten voor de Japanse overmacht na het kwijt raken van de Quadfliegs. Met behulp van hun oude vriend Dirk kunnen ze vluchten op een schip vol Duitse krijgsgevangenen. Dan wordt er schipbreuk geleden.

### 5. Show in de Sahara
Verschenen in juni 2006. Bud, Harvey en Skip komen in het veilig geachte Australië aan en maken daar direct na aankomst een Japans bombardement mee. Even later nemen Bud en Harvey afscheid van Skip die op bezoek gaat bij zijn familie. De twee overgebleven vrienden gaan naar de Engelse kazerne in Australië met een grandioos idee. Een artiestenshow voor de Britse soldaten. Maar als dat wel zo'n goed idee is? Het gaat helemaal mis wanneer er wordt opgetreden in het stadje Tobroek.

### 6. De toorts van Caesar
Verschenen in december 2007. In Egypte redt Bud een oude professor van de krokodillen in de Nijl. Deze professor vertelt later over zijn broer die in Griekenland onderzoek doet naar de toorts van Caesar. Bud en Harvey ontdekken plotseling dat ze nog steeds onder de Britse dienstplicht vallen. Ze besluiten te deserteren, naar het door de Duitsers bezet Griekenland. De toorts blijkt plotseling ook de interesse van de Duitsers te hebben.

### 7. De Dubbele Duce
Verschenen in februari 2010. In Tunis vinden Bud en Harvey de tweeling Gwen en Betty terug. Met behulp van een Italiaanse vriend weten ze te ontkomen aan de Duitsers. Eenmaal in Casablanca krijgen ze een speciale opdracht: een dubbelganger van Mussolini laten infiltreren in Italië. Maar dan blijkt de nep Duce een dubbele agenda te voeren en duikt ook nog de echte Duce weer op.

### Overige verhalen
8.De lange weg naar huis (2012)

9.Verdwaald in het jaar 1 (2012)

## Personages

### Bud Broadway
Bud is de hoofdrolspeler in de strips. Hij is een op Broadway zeer bekende en geroemde stand-upcomedian die de Verenigde Staten gedwongen moest verlaten na een handgemeen met de (film)gangster Bugsy Siegel. Bud krijgt in de latere verhalen steeds meer gevoelens voor de dochter van Professor Quadflieg, Sue.
Buds beste vriend is tevens zijn Manager, Harry Wallbanger. Buds uiterlijk is losjes gebaseerd op dat van de Amerikaanse acteur Bob Hope.

### Harvey Wallbanger
Harvey is de wat nerveuze, altijd op succes beluste manager van Bud Broadway en zijn beste vriend. Na Bud zijn ruzie met Bugsy Siegel is Harvey hem trouw gebleven. Harvey vindt op sommige momenten vaak mogelijkheden om Bud weer in het comedie-circuit te brengen, maar vaak mislukt dit door de gevaren van de oorlog en Bugsy Siegel. Harvey heeft in de latere albums een duidelijk oogje op de dochter van professor Quadflieg, Sue.

### Sue Quadflieg
Sue is de in de Verenigde Staten geboren dochter van de Zwitserse professor Quadflieg. We zien haar het eerst in het album De weg naar Java, waar ze samen met haar vader Bud en Harvey helpt om uit de handen van de Inlandse scheepskapers te blijven. In de latere albums wordt duidelijk dat zowel Bud als Harvey een oogje op de aantrekkelijke, roodharige Sue heeft. Sue heeft vroeger dienstgedaan als pilote en kan nog steeds prima met vliegkisten overweg.

### Professor Quadflieg
De van oorsprong Zwitserse Quadflieg doet samen met zijn Amerikaanse dochter Sue al lang archeologisch onderzoek in onder andere Nederlands-Indië. In het tweede verhaal, Het geheim van Raffles, wordt hij door het Koninklijk Nederlandsch-Indisch Leger (KNIL) opgepakt omdat ze dachten dat hij een Duitser was. Zijn dochter Sue en de twee Amerikanen Bud en Harvey helpen hem ontsnappen om samen op zoek te gaan naar de schat van Raffles. Hij staat bekend als een rustige oude man die af en toe verschrikkelijk uit zijn slof kan schieten.

### Skip
Skip is een wat luie Australische zeeman die voor het eerst ten tonele wordt gevoerd in het verhaal Banzai op Borneo. In dit verhaal geeft hij Bud, Lewis en een groep KNIL-soldaten een lift met zijn boot door de Inlandse wateren. In het volgende verhaal, Het einde van Indië, ontsnapt hij samen met Bud en Harvey op zijn schip aan de Japanse overmacht. In het vijfde verhaal komt hij weer thuis in Australië en neemt hij afscheid van Bud en Harvey om zijn familie te gaan bezoeken.

### Rubino
Rubino is een inlandse jongen die in het eerste verhaal in dienst wordt genomen bij de Quadfliegs omdat die niet aan kunnen zien hoe hij in het restaurant waar hij werkt wordt behandeld. Hij wordt tijdens de reis naar het mysterieuze Dieng-Plateau vaak gepest en soms zelfs gediscrimineerd door de Hollandse chauffeur Henk Vreeke. In Banzai op Borneo komen we te weten dat Rubino nu werkt op het schip van Skip. Hij gaat ook mee de rimboe in om Jee te bevrijden.

### Jee
Jee is een Aziatisch meisje dat voor het eerst voorkomt in Banzai op Borneo. Jee is de aangenomen dochter van de oude Chinese diamantair Kwang. Wanneer Bud wordt ontvoerd door de Chinese triade schiet Jee hem te hulp. Wanneer blijkt dat Kwang is vermoord door de Triade is ze ontroostbaar. Bud besluit haar mee te nemen op vakantie naar Borneo. Maar dan wordt ze ontvoerd door de Dayak-indianen.

### Lewis Bright
Lewis is een oude vriend van Bud die tijdens hun high-school samen met hem op het podium stond.
In Banzai op Borneo blijkt het dat hij een belangrijke oliebaas op Borneo is geworden. Hij neemt Bud en Jee mee naar Borneo waar even later een aanval op de boorinstallatie door de Japanners plaatsvindt. Lewis gaat samen met Bud en het KNIL achter de Japanners aan. In het verhaal Het einde van Indië zie je Lewis ternauwernood ontsnappen tijdens de Japanse aanval op Pearl Harbor.